# Blazar
En blazar eller blasar (blazing quasi-stellar object) är en typ av kvasar, dvs en mycket kompakt, ytterst ljusstark och snabbt variabel galaxkärna. Det som utmärker en blazar är att en av dess jetstrålar är riktad mer eller mindre rakt mot jorden. Dess energikälla är en ackretionsskiva runt ett supermassivt objekt i centrum av värdgalaxen. Blazarer är bland de mest våldsamma fenomenen i universum och är viktiga studieobjekt inom högenergiastrofysiken.
Blazarer räknas till aktiva galaxer, även kallade aktiva galaxkärnor (AGN, Active Galactic Nuclei). Gruppen blazarer är inte homogen utan kan delas upp i två huvudtyper. Dels finns den lilla undergruppen snabbt föränderliga kvasarer, som initialt benämndes Optically Violently Variable (OVV-kvasarer, dessa är en liten delmängd av alla kvasarer), dels BL Lacertae-objekt (eller helt enkelt "BL Lacs"). Ytterligare sällsynta objekt finns som "intermediära blazarer" med blandade egenskaper från både OVV-kvasarer och BL Lac-objekt, till exempel vissa Markariangalaxer.  Namnet "blazar" myntades ursprungligen år 1978 av astronomen Ed Spiegel för att beteckna kombinationen av dessa två klasser.
Blazarer är AGN fast med en av sina relativistiska jetstrålar riktad mer eller mindre rakt mot jorden; Vi ser alltså längs jetstrålen rakt ner i galaxens kärna. Detta förklarar den snabba föränderligheten och de kompakta egenskaperna hos båda typerna av blazarer. Många blazarer har skenbara superluminala egenskaper inom de första parsek av deras jetstrålar, förmodligen på grund av relativistiska chockfronter.
Den allmänt accepterade bilden är att OVV-kvasarer är i sig kraftfulla radiogalaxer medan BL Lac-objektsvaga radiogalaxer. I båda fallen är värdgalaxerna gigantiska ellipsgalaxer.
Alternativa modeller, till exempel gravitationell mikrolinsning, kan svara för några observationer av några blazarer som inte är förenliga med de allmänna egenskaperna. 
En högenergetisk neutrino observerad den 22 september 2017 av IceCube observatoriet sammanföll i riktning och tid med en gammablixt från blazaren TXS 0506+056. I efterhand har man analyserat 9,5 års observationer av IceCube och funnit ett överskott av neutriner som kommit från blazarens position. Forskargruppen tolkar detta som ett belägg för att blazarer kan vara källor till högenergetiska neutriner.
Exempel på blazarer är: 
- OJ 287
- 3C 273
- Markarian 421